# 山田コレクション
山田コレクション（やまだコレクション）は、北海道江別市の実業家で蒸気機関車コレクターの山田建典（1942年 - 2015年）による、道内の専用線・私鉄の蒸気機関車10数両をはじめとした鉄道車両や鉄道関連図書等のコレクション。その規模は個人のコレクションとしては日本最大である。
2011年に鉄道車両は山田から日本鉄道保存協会に譲渡された。このうち蒸気機関車C111は東武鉄道へ約400万円で売却され、東武鉄道によって動態復元された。他の車両は公開に向けた調整が行われている。鉄道関係の図書や時刻表やパンフレットなどバナナ箱50個以上にものぼる文書資料は2019年に遺族から小樽市総合博物館に相談のうえ寄贈された。新型コロナウィルス感染症対応の臨時休館を活用して資料を分類・整理し、2021年11月の企画展で公開された。

## 保存車両
- 国鉄4110形蒸気機関車および同形機
  - 美唄鉄道4（自社発注、国鉄4110形同形機。1926年2月製造・三菱造船所）
  - 美唄鉄道4122（←国鉄4110形4122・1914年3月製造・川崎造船所）
- 三美運輸1号（←国鉄2500形蒸気機関車2649・1905年10月製造・アメリカ・ボールドウィン・ロコモティブ・ワークス）
- 三美運輸2号（←国鉄2120形蒸気機関車2248・1905年製造・イギリス・ノース・ブリティッシュ・ロコモティブ）
- 国鉄9600形蒸気機関車および同形機
  - 日曹炭鉱天塩砿業所専用鉄道9615（←国鉄9600形9615・1914年1月製造・川崎造船所）
  - 三菱石炭鉱業大夕張鉄道線No.3（自社発注9600形・1937年8月製造・日立製作所）
  - 三菱石炭鉱業大夕張鉄道線No.7（←国鉄9600形9613・1914年1月製造・川崎造船所）
  - 三菱石炭鉱業大夕張鉄道線No.8（←美唄鉄道7←国鉄9600形9616・1914年1月製造・川崎造船所）
  - 美唄鉄道6（←国鉄9600形69603・1922年9月製造・川崎造船所）
  - 夕張鉄道23（←国鉄9600形9614・1914年1月製造・川崎造船所）
  - 三菱石炭鉱業大夕張鉄道線No.2（←美唄鉄道5【帝国燃料興業（樺太）向け9600形】・1941年1月製造・川崎車輛）
- 夕張鉄道12（自社発注11形・1926年8月製造・日立製作所）
- 釧路開発埠頭C111[5]（←雄別鉄道←江若鉄道C111「ひえい」・1947年4月製造・日本車輛）。東武鉄道に売却され動態復元された[7]。車両番号は、東武鉄道創立123周年などを意味するC11形123号機に改められた[6]。
- 雄別炭礦茂尻砿業所102（三菱鉱業芦別鉱業所専用鉄道←日本冶金工業・1942年10月製造・立山重工業）[5]

その他・有蓋緩急車及び無蓋車1両。